# 戴维南定理
戴维南定理（英語：Thevenin's theorem）又称等效电压源定律，是由法国科学家L·C·戴维南于1883年提出的一个电学定理。由於早在1853年，亥姆霍兹也提出过本定理，所以又称亥姆霍兹-戴维南定理。其内容是：一个含有独立電壓源、獨立電流源及電阻的线性网络的兩端，就其外部型態而言，在電学上可以用一个独立电压源V和一个電阻二端网络的串联電阻组合来等效。在單頻交流系統中，此定理不仅適用於電阻，也適用於廣義的阻抗。
此定理陳述出一個具有電壓源及電阻的電路可以被轉換成戴維南等效電路，這是用於電路分析的簡化技巧。戴維南等效電路對於電源供應器及電池（裡面包含一個代表內阻抗的電阻及一個代表電動勢的電壓源）來說是一個很好的等效模型，此電路包含了一個理想的電壓源串聯一個理想的電阻。

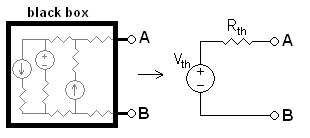
任何只包含電壓源、電流源及電阻的黑箱系統，都可以轉換成戴維南等效電路。

## 亥姆霍兹的证明
戴维南定理最早由德国科学家赫尔曼·冯·亥姆霍兹于1853年发现并发表，而戴维南在这4年后才出生。由于戴维南于1883年发表的证明更加贴近现代的电气工程，因此他的名字与该定理更常联系在一起，而先前亥姆霍兹对这个问题的表述反映了一种更为普适性的物理学方法。
在亥姆霍兹于1853年发表的论文中，他关注于物理上广义导体的电动特性，尤其是动物组织。他在文中指出生理学家埃米尔·杜布瓦-雷蒙的早期研究表明“肌肉中每个被刺激的最小部分都会产生电流”。当时的实验通过在动物组织的两个点之间连接一个检流计，并测量通过外部电路的电流强度。由于这项研究的目的是了解组织的内部特性，亥姆霍兹希望找到一种方法将这些内部特性与外部测得的电流联系起来。
亥姆霍兹的起点是古斯塔夫·基尔霍夫于1848年发表的研究成果。基尔霍夫和亥姆霍兹一样关注点是三维的导电系统。他考虑了由两部分组成的系统，并将其分别标记为A和B部分。A部分由一系列端到端连接的导体组成，其中每个导体均有电动势和电阻。B部分则通过两根导线连接到A的端点。基尔霍夫随后得出“在不改变B中任何一点的电流的情况下，可以用一个电动势等于A中电压差总和且电阻等于A中各元素电阻总和的导体替代A”的证明。
在1853年的论文中，亥姆霍兹承认了基尔霍夫的研究成果，但指出其结果仅适用于类似蓄能式水电站的情况，即A中并没有闭合电流回路，而是所有电流回路都通过B的情况。因此，他试图将基尔霍夫的结果推广到系统A中任意三维的电流和电压源分布的情况。
亥姆霍兹首先给出了一个比先前更为普遍的叠加原理的表述，并在论文第212-213页将其表达为：

如果任何导体系统在不同位置包含电动势，那么系统中每一点的电压等于各个电动势分别独立产生的电压的代数和。同样，平行于三个互相垂直轴的电流分量等于各个电动势所产生的相应分量的总和。

利用叠加原理及欧姆定律，亥姆霍兹证明了以下三个关于物理系统A的内部电压和电流与通过线性系统B的电流之间关系的定理，假设B在A表面的两个点上连接：
1. 对于每个导体A，其内部电动势随意分布，可以在其表面上指定一种电动势分布，产生的电流与A内部的电动势在每个连接的导体B中产生的电流相同。
2. 当外部电路连接时，导体A内部的电压和电流分量等于没有连接电路时内部的电压和电流分量加上表面上的电压和电流分量。
3. 在表面上分布的电动势如果要产生与内部电动势相同的导出电流，只有一个常数值不同，并且在表面上所有点处都是相同的。

由此，亥姆霍兹在论文第222页指出了他的最终结论：

如果一个物理导体在其表面上的两个特定点具有恒定的电动势，并连接到任意线性导体，那么就可以用一个具有一定的电动势和电阻的线性导体代替它，其在所有连接的线性导体中激发的电流与物理导体完全相同。……替换的线性导体的电阻等于该物体自身的电阻。

他随后指出，他对一般物理系统推导的结果同样适用于基尔霍夫所考虑的几何意义上的线性电路：

对每个物理导体适用的结果，同样适用于分支线性电流系统的特殊情况。即使该系统的两个特定点连接到任何其他线性导体，它相对于这些导体的行为就像一个具有一定电阻的线性导体，其大小可以根据分支线路的已知规则找到，电动势则由连接点在外加电路前的电压差决定。

这一表述与30年后戴维南发表的内容基本相同。

## 戴維南等效電路計算
在計算戴維南等效電路時，必須聯立兩個由電阻及電壓兩個變數所組成的方程式，這兩個方程式可經由下列步驟來獲得，但也可以使用端口在其他條件下的狀態得出：
1. 在AB兩端開路（在沒有任何外電流輸出，亦即當AB點之間的阻抗無限大）的狀況下計算輸出電壓 VAB，此輸出電壓就是VTh。
2. 在AB兩端短路（亦即負載電阻為零）的狀況下計算輸出電流IAB，此時RTh等於VTh除以IAB。

- 此等效電路是由一個獨立電壓源VTh與一個電阻RTh串聯所組成。

其中的第2項也可以考慮成： 
a. 首先將原始電路系統中的電壓源以短路取代，電流源以開路取代。
b. 此時，用一個電阻計從AB兩端测得系統的總電阻R，即等效電阻RTh。
此戴維南等效電壓就是該原始電路輸出端的電壓，當在計算戴維南等效電壓時，分壓原理是很好用的，可將其中一端電壓設爲Vout，而另外一端接地。
戴維南等效電阻是由橫跨A與B兩端往系統“看”進來所量測到的，但重點是，要先將所有的電壓源及電流源以內部電阻取代。對於理想電壓源來說，可以直接用短路來取代；對於理想的電流源來說，可以直接用開路來取代。之後，電阻可以用串聯電路及並聯電路的公式計算出來。这种方法只适用于含有独立源的电路。如果电路中存在受控源，需要用到其他的方法，如在A和B之间连接一个测试源，并计算两端的电压或流过测试源的电流。

## 戴維南等效電路的限制
許多電路特別在短路的狀況下會變成非線性，所以戴維南等效電路通常只適用於有限定負載的範圍內。此外，戴維南等效電路只是從負載的觀點來看待電路系統，在戴維南等效電路中的功率耗損並不代表在真實系統中的功率耗損。

## 轉換成諾頓等效電路
右圖所示，左邊為諾頓等效電路，右邊為戴維南等效電路，諾頓等效電路與戴維南等效電路之間的關係，可由下列方程式來描述：
{\displaystyle R_{Th}=R_{No}\!}
{\displaystyle V_{Th}=I_{No}R_{No}\!}
{\displaystyle {\frac {V_{Th}}{R_{Th}}}=I_{No}\!}
其中 {\displaystyle R_{th}}、{\displaystyle R_{No}}、{\displaystyle V_{th}}及{\displaystyle I_{No}}分別代表戴維南等效電阻、諾頓等效電阻、戴維南等效獨立電壓源以及諾頓獨立電流源。

## 戴維南等效電路範例
|  |  |  |  |

在這個範例中，計算等效電壓：
{\displaystyle V_{\mathrm {AB} }={R_{2}+R_{3} \over (R_{2}+R_{3})+R_{4}}\cdot V_{\mathrm {1} }}
{\displaystyle ={1\,\mathrm {k} \Omega +1\,\mathrm {k} \Omega  \over (1\,\mathrm {k} \Omega +1\,\mathrm {k} \Omega )+2\,\mathrm {k} \Omega }\cdot 15\mathrm {V} }
{\displaystyle ={1 \over 2}\cdot 15\mathrm {V} =7.5\mathrm {V} }
（注意：在A與B開路的狀況下，由於沒有任何電流流過R1，亦即在R1上沒有電壓降，所以在上面的計算中並不將R1列入考慮。）
計算等效電阻：
{\displaystyle R_{\mathrm {AB} }=R_{1}+\left[\left(R_{2}+R_{3}\right)\|R_{4}\right]}
{\displaystyle =1\,\mathrm {k} \Omega +\left[\left(1\,\mathrm {k} \Omega +1\,\mathrm {k} \Omega \right)\|2\,\mathrm {k} \Omega \right]}
{\displaystyle =1\,\mathrm {k} \Omega +\left[{1 \over (1\,\mathrm {k} \Omega +1\,\mathrm {k} \Omega )}+{1 \over (2\,\mathrm {k} \Omega )}\right]^{-1}=2\,\mathrm {k} \Omega }
附註：求等效電阻時，可將原先的 15 V 理想輸出等電壓源視為短路。

## 三相电路中的应用
1933年，A.T.斯塔尔在《电气工程师学会杂志》杂志的一篇题为《有源网络的新定理》的文章中发表了戴维南定理的推广，该文章指出任何三端有源线性网络都可以被具有相应阻抗的三个以星形接法或三角形接法连接的电压源所取代。

## 外部連結
- 维基共享资源上的相關多媒體資源：戴维南定理
- 等效電路概念的起源
- Thevenin's theorem at allaboutcircuits.com （页面存档备份，存于）
- First-Order Filters: Shortcut via Thévenin Equivalent Source （页面存档备份，存于） —在第4页，用戴维南定理简化复杂电路中对一阶低通滤波器和相关的分压器、时间常数和增益。